# Exploitation
Az exploitation film, exploitation movie (EN): A to exploit ige jelentése a köznyelvi angolban kiaknáz, kihasznál, kizsákmányol. Az amerikai filmszakma belső zsargonjában a főnévi exploitation alakot — meglepő őszinteséggel — a filmek reklámozására és promóciójára használják.
Már a filmgyártás őskorától kezdve készültek exploitation film-ek vagy exploitation movie-k. Ezek olyan filmes produkciók, amelyek eleve, a szerzői szándék szerint is pőrén a pénzszerzésről szólnak, és a lehető legnagyobb mértékben kiaknázzák a közönség alantasabb (szex, erőszak stb.) igényeit—más babérokra pedig többnyire nem is pályáznak. Jellemzően olcsón készülnek olcsó színészekkel, sok erőszakkal, vérrel, szexszel és kaszabolással, stb., és művészfilmfesztiválokra általában nem nevezik be őket.
Ephraim Katz Filmenciklopédiája szerint az exploitation film:
„Films made with little or no attention to quality or artistic merit but with an eye to a quick profit, usually via high-pressure sales and promotion techniques emphasizing some sensational aspect of the product.”
[Hozzávetőleges fordítás:]
"Olyan film, amelynek elkészítése során a minőség vagy a művészi érték szempontjai csak kevéssé vagy egyáltalán nem érvényesülnek, ám annál nagyobb hangsúly esik a gyors megtérülésre -- ezt általában agresszív értékesítéssel érik el, illetve olyan promóciós technikákkal, amelyek a termék valamely szenzációhajhász vonatkozását hangsúlyozzák ki."
Ebbe a kategóriába tartoznak a szoftpornónál lájtosabb „erotikus filmek”, amelyek a sexploitationnak neveznek, a sokkfilmek, a splatter-filmek (ahol vér, genny és epe fröcsög a vásznon), a spagettiwesternek (leszámítva néhány igényesebb alkotást), a motorosfilmek, a kannibálfilmek, a zombifilmek, a harcművészeti tömegfilmek (pl. kungfu-filmek részletei hallhatóak a Wu-Tang Clan számaiban és azok közt sample-ként), a nindzsafilmek, a Keresztapa-klón maffiafilmek, a szegény-börtönbezárt-nőket-jól-megerőszakolják-gonosz-fogvatartóik filmek, vagy a kifejezetten bizarr témákat premier plánban bemutató szenzációhajhász áldokumentumfilmek. A nunsploitation olyan filmeket takar, amelyek apácazárdában játszódó erotikus (gyakorta leszbikus) kalandokat mutatnak be.
Külön alműfajt jelentenek a stoner filmek, amelyek főtémája a marihuána élvezete. Ebben a kategóriában vált (újravágás és újracímezés után) elrettentő propagandafilmből exploitation filmmé, majd (hetvenes évekbeli újrafelfedezése után) tépős kultuszfilmmé az 1936-os Reefer Madness.
Az exploitation film egyik sajátos—és a rap világában különösen fontos szerepet játszó—válfaját képviselik az 1970-es évek elején született blaxploitation filmek: olyan, fekete színészekkel készített produkciók, amelyek az amerikai városi feketék alapélményeinek (gettóélet, stricik, verdák, bérgyilkosok) vagy éppen az ültetvényeken sanyargó déli feketék élethelyzetének lehető legsablonosabb ábrázolásával igyekeznek a fekete közönség tömegeit becsábítani a moziba, alapvetően és eredendően a pénzcsinálás céljával.
Törökországban is az 1970-es és 1980-as években különösen nagy divatja volt az exploitation-nek, amit turksploitation-nek neveztek el. Leghíresebb darabja a külföldön Török Star Wars-ként emlegetett film (eredeti címe Dünyayı Kurtaran Adam).
A 21. század első éveire tehető az ún. czechploitation is kialakulása. Ez azokat a sablonos, kommerszfilmeket takarja, amelyeket Csehországban gyártanak nyugati forgalmazásra, illetve cseh stúdiók forgattak amerikai és nyugat-európai filmgyártók közreműködésével. Csehország a szocialista blokk megszűnése után a tömb volt országai közül a legnagyobb gazdasági fellendülést produkálta, ennek folytán filmipara is jobban be tud illeszkedni a nyugati filmvilág vérkeringésébe.